# Buchwaldoboletus hemichrysus
Buchwaldoboletus hemichrysus är en svampart som först beskrevs av Berk. & M.A. Curtis, och fick sitt nu gällande namn av Albert Pilát 1969. Buchwaldoboletus hemichrysus ingår i släktet Buchwaldoboletus och familjen Boletaceae.   Inga underarter finns listade i Catalogue of Life.